# Christophe Bavière
Christophe Bavière, né le 5 mars 1964 à Paris, est un dirigeant d'entreprise français spécialisé dans le capital-investissement. Il est, entre 2001 et 2021, président fondateur, président du directoire et membre du comité exécutif  d'Idinvest Partners. Puis, il a été de 2021 à début 2023 Managing Partner et membre du directoire d’Eurazeo. Il occupe depuis février 2023 la fonction de Co-Chief Executive Officer d’Eurazeo, aux côtés de William Kadouch-Chassaing. 

## Biographie

### Formation
Christophe Bavière est diplômé de l'ESLSCA (École supérieure libre des sciences commerciales appliquées) et titulaire d'un MBA de l'Université d'Ottawa,.

### Carrière

#### Idinvest Partners
Christophe Bavière commence sa carrière en 1990 sur le marché obligataire de BNP Paribas qu'il quitte pour rejoindre la Caisse des Dépôts en tant que trader. Il intègre par la suite le groupe AGF-Allianz en tant que CIO d'Allianz Private Partners, puis CEO d'Allianz Investors. En 2001 il rejoint Idinvest Partners (ex AGF Private Equity) en tant que Président du directoire,. 
Au début des années 2000, il développe au sein d'Idinvest Partners le private equity en tant que classe d'actifs distincte dans les portefeuilles diversifiés. Il mise ainsi sur les start-up Meetic, Deezer ou Sarenza, dans laquelle Idinvest Partners sera l'un des premiers fonds à investir. Cette stratégie d'investissement sur les nouvelles technologies permet à Idinvest Partners d'avoir plusieurs entreprises de son portefeuille cotées au Nasdaq, telles que Talend, Criteo et Auris,,, et de séduire des grands groupes tels que EDF, Total, Air Liquide ou encore Lagardère. Christophe Bavière participe, aux côtés de Benoist Grossmann, au développement à l'international d'Idinvest Partners, avec l'ouverture d'une succursale à Francfort et Shanghai.

#### Eurazeo
En 2017, la société de gestion française Eurazeo annonce son projet d’acquisition d’Idinvest Partners à hauteur de 70%. En 2018, Christophe Bavière et Benoist Grossmann annoncent officiellement l’union entre Idinvest et Eurazeo, avec pour objectif la création d’un acteur fort du private equity européen. En septembre 2020, Eurazeo, déjà détenteur de 80 % du capital d’Idinvest Partners, finalise un accord portant sur l’acquisition par anticipation du solde des actions ordinaires existantes. En 2021, Eurazeo fait évoluer sa gouvernance et nomme Christophe Bavière membre de son directoire. Il exerce également le poste de Managing Partner au sein de l’équipe d’Investment Partners. Depuis février 2023, Christophe Bavière est Co-Chief Executive Officer d’Eurazeo à la suite de la mise en place d’un nouveau directoire.

#### Autres activités
Christophe Bavière est président du comité technique capital-investissement de l'AFG et membre de la Commission Consultative gestion & investisseurs institutionnels de l'AMF. Il est par ailleurs membre de l'Institut des Actuaires Français[réf. nécessaire], ancien Vice-président de France Invest et Colonel de réserve dans l'armée de l'air..

### Vie personnelle
En janvier 2018, Christophe Bavière déplore la fin d'un outil de défiscalisation, lors de la transformation de l'ISF, qui permettait de financer les PME.

## Distinctions
- 2006 : Nommé « Personnalité du capital-investissement de l'année » par Les Échos[24].
- 2020 :  Chevalier de la Légion d'honneur[25]

## Parutions
- L'innovation, parent pauvre du déferlement de liquidités mondial, dans La Revue d'économie financière (ouvrage collectif) 2015[26].